# 十五份遺址
25°00′09″N 121°32′37″E / 25.002386°N 121.543669°E

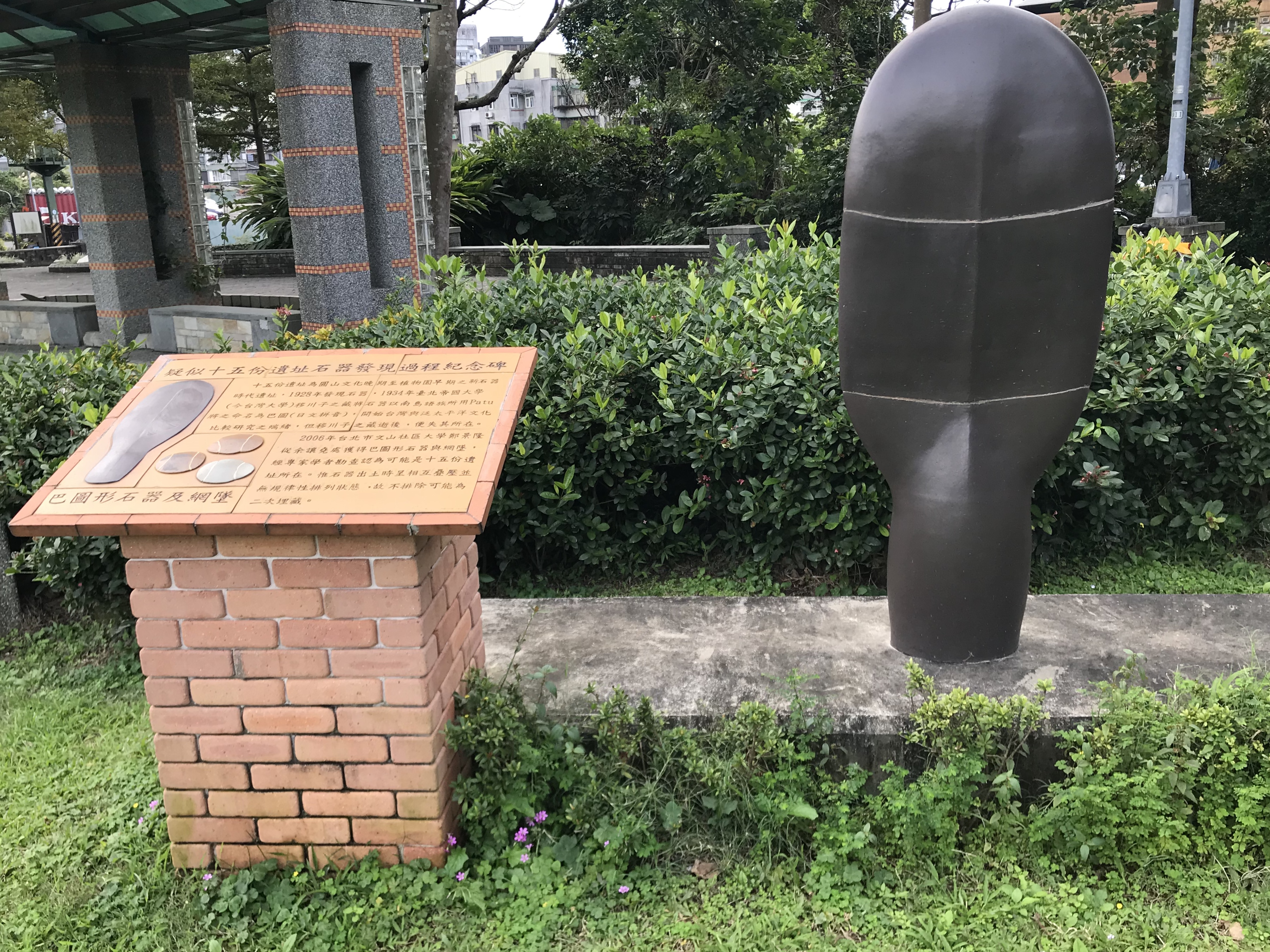
設立於文山景美運動公園中的十五份遺址紀念碑，以該處出土的巴圖石器為造型

十五份遺址是臺北市文山區一處新石器時代晚期的考古遺址，年代約在距今2500-1800年前，可能屬於植物園文化或同期其他文化，為文山區唯一一處石器時代的遺址。十五份遺址最早於1928年台北帝國大學開設整地時被發現，該校教授移川子之藏對出土石器進行研究，將其歸屬於紐西蘭毛利人所使用的巴圖石器，為台灣出土的首件巴圖石器。移川子之藏過世後無人繼續研究該遺址，具體地點資訊也佚失。
2006年，臺北市文山社區大學學員鄭景隆從朋友處得到多件石器，為其家人在後院（現屬文山景美運動公園）種植樹苗時挖掘所得，在社大教師與考古學者協助下深入研究，證實為十五份遺址所出土之石器。文山社區大學進而向臺北市文化局申請登錄石器的出土的地點為考古遺址，惟文化局探勘後認為出土位置不夠明確，只能認定為疑似遺址，未能正式登錄。此外文山社大也發起連署在該地設立十五份遺址紀念碑，2015年4月，立碑工程開工，紀念碑包括一高達1.62公尺的巴圖造型石碑與說明牌，於同年5月完工，並於隔年（2016年）5月舉行揭幕儀式。

## 研究歷史

### 早期研究
十五份遺址最早於1928年4月台北帝國大學建校整地時，在台北州文山郡十五份地區的一座山丘中被發現，該校土俗人種學教室（今台灣大學人類學系前身）教授移川子之藏研究比對後，認定出土石器屬於毛利人等南島語族所使用的巴圖石器（「巴圖」在毛利族語言的原意為外形扁平的器物），為台灣發現的第一件巴圖石器，他於1934年在《台北帝國大學文政學部史學科研究年報》發表論文，將此遺址中發現的巴圖石器與南太平洋各地發現的巴圖石器比較，並以當地地名「十五份」將遺址命名為十五份遺址。遺址出土的多件石器均交由台北帝國大學收藏，其中五件為中村孝三與白倉氏發現，一件為移川子之藏發現，另還有三件發現人未知，其中兩件為1934年6月登記收藏，另一件為原本漏登記，直到1956年才由宋文薰教授補登記的巴圖石器。移川子之藏過世後，十五份遺址的具體位置資訊佚失，經多位學者尋訪均未果。

### 重新發現
1980年代，居住在文山區的周家人在後院（位於文山景美運動公園現址）種植樹苗時，挖出多枚石器，送到台灣大學鑑定後沒有得到結果，遂將石器棄置於門下作為門擋。2006年，周家女婿余讓堯因友人鄭景隆喜好研究玉石，而將這批石器贈與他，鄭景隆為臺北市文山社區大學學員，將石器攜至考古學課程課堂，在教師周述蓉與社大校長唐光華協助下，延請中央研究院歷史語言研究所學者劉益昌、台灣大學人類學系教授黃士強與台北大學民俗藝術研究所教授李乾朗等考古學者鑑定，確認石器為十五份遺址出土，包括六件巴圖石器與十九件兩縊型網墜，其中網墜為綁於漁網上以增加重量的石器，巴圖石器則功能不明，可能為農耕用具，也可能為祭祀時使用的儀式用具，臺灣北部與南部均有巴圖石器出土，南部出土的較大，北部的則較小，鄭景隆持有的石器中有一件為臺灣已知最小的巴圖石器，僅13公分長、6公分寬。以出土石器判斷十五份遺址的年代歸屬，學者認為較有可能屬於是植物園文化或同期的其他文化，但也可能屬於圓山文化晚期的土地公山類型，因未有發現陶器而難以完全確定。
鄭景隆將這批石器捐贈給中央研究院，並創立十五份遺址研究社以繼續該遺址的研究，他將研究結果撰寫為〈台北市文山區十五份遺址與相關器物研究〉一論文，為台灣首篇由社區大學發表的畢業論文，進而成為文山社區大學首位寫完論文畢業的學員。文山社大開辦十五份遺址研討會、開設「文山學」的在地文史課程、在區內學校演講等以向在地民眾介紹該遺址，另外也向臺北市文化局申請正式登錄十五份遺址，並提出將文山景美運動公園改稱為「十五份遺址紀念公園」的想法，但文化局探勘後認定出土位置不夠明確，現場已因設立公園而被破壞，未有發現其他文物，且不能排除其為二次堆積的可能，故無法列冊為遺址。

## 保護與紀念
十五份遺址位於文山景美運動公園內，由於公園開發時將此處夷為平地，故難以得知20年前的石器原本出土於何處。經過鄭景隆調查與比對地理位置與口述紀錄推算的位置位於順天宮旁的舊路上。而此處將開發地下停車場，因此要求台北市政府進行都市計畫時能同時保護遺跡。

### 立碑
2009年4月，文山社大與十五份遺址研究所在網路上發起連署在石器出土的文山景美運動公園設立紀念碑，文化局表示若公園處同意即樂觀其成，但至2012年仍因其為尚未確認的疑似遺址而無動作，引起地方人士不滿。2015年4月1日，紀念碑的設置工程開工，包含一長達1.62公尺的巴圖石器造型雕像與文字說明版，4月22日，雕像的三個組成部分由屏東的工廠運抵現場，並灌入水泥組裝，5月27日文化局派員驗收，紀念碑設置完工，然因經費不足，文山社大直到隔年（2016年）5月才舉行揭牌紀念活動。

## 圖集

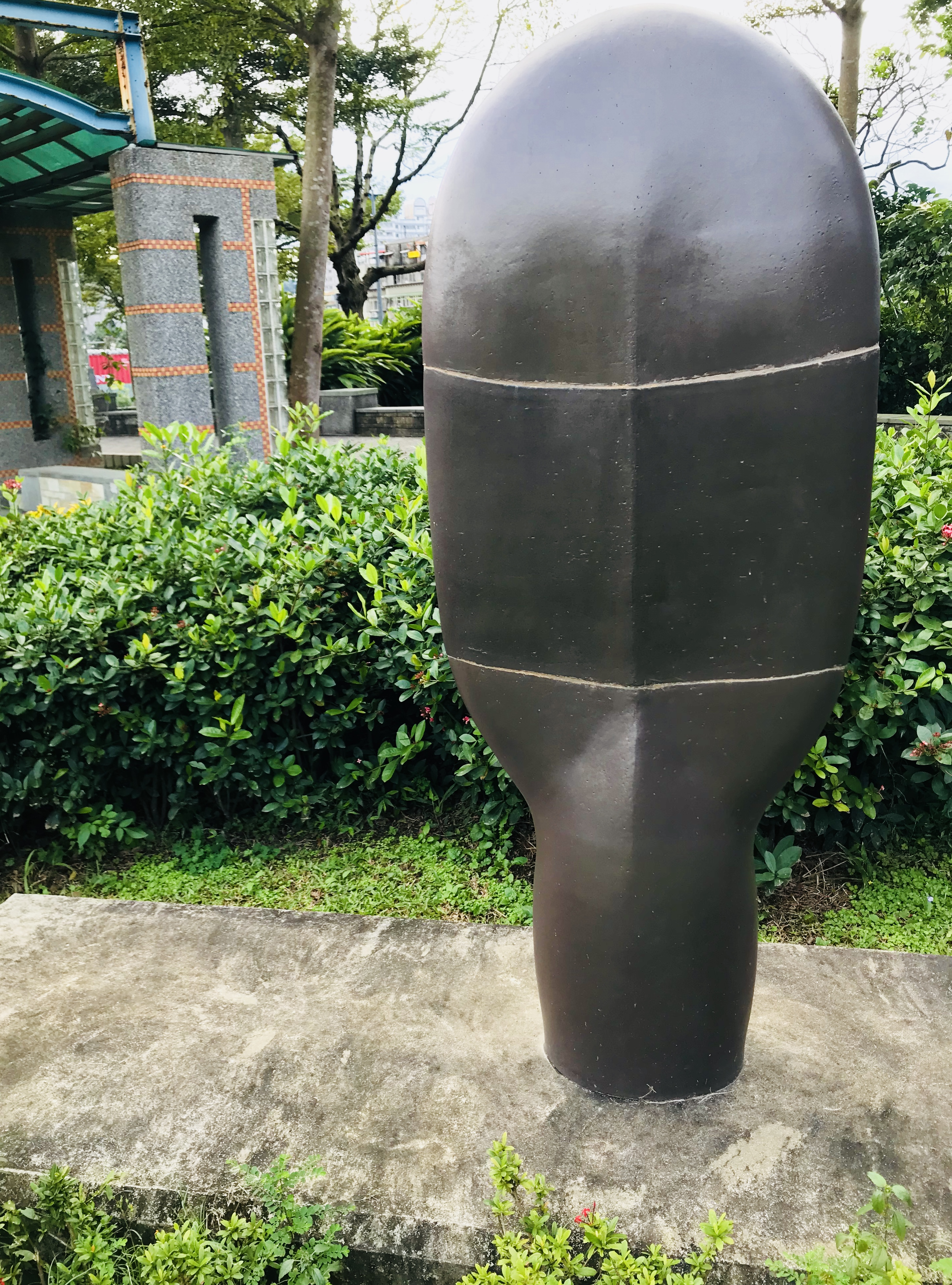
十五份遺址紀念碑
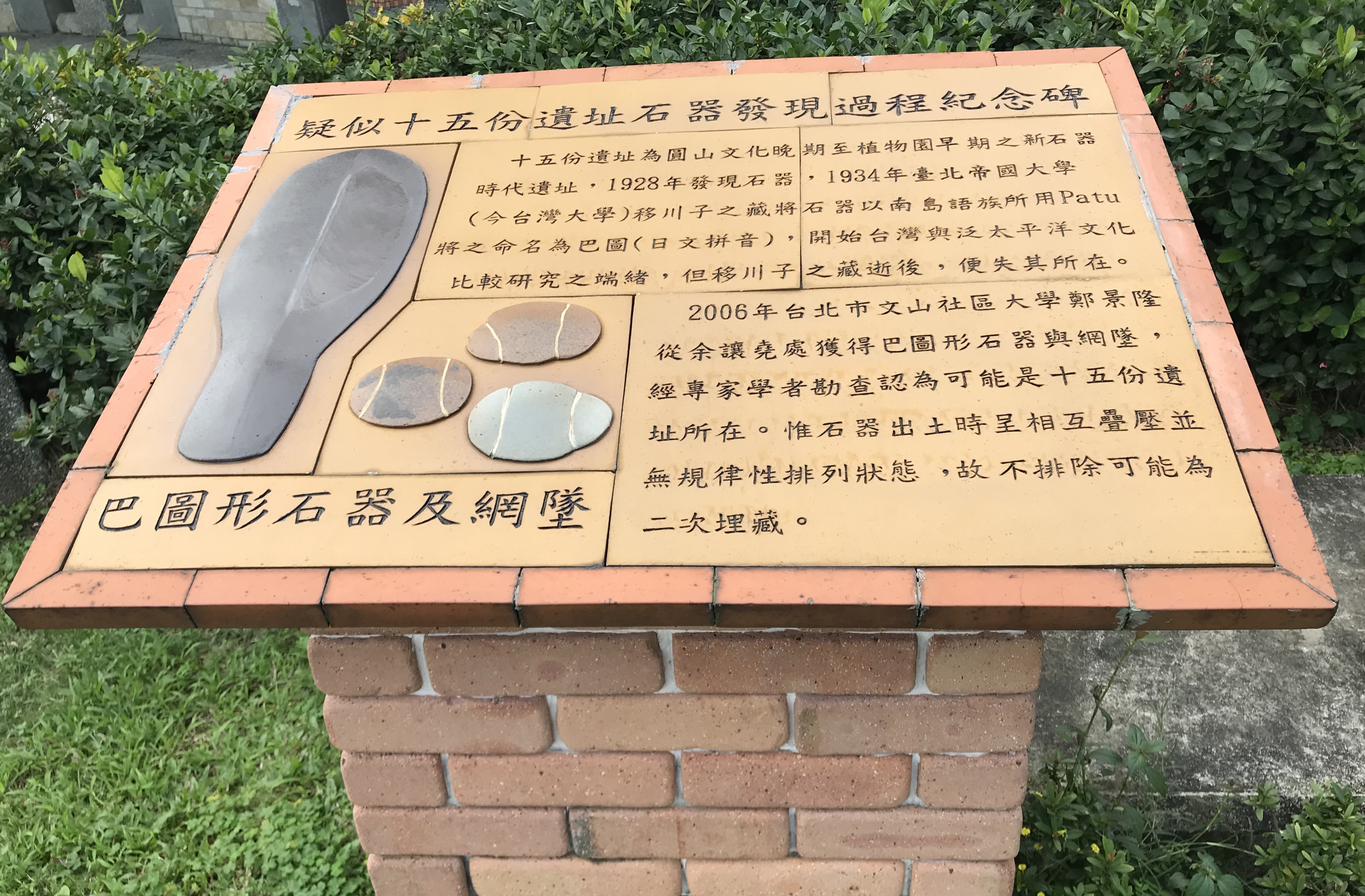
十五份遺址紀念碑旁的說明牌
文山景美運動公園園內的地圖，其中有標示十五份遺址紀念碑的位置
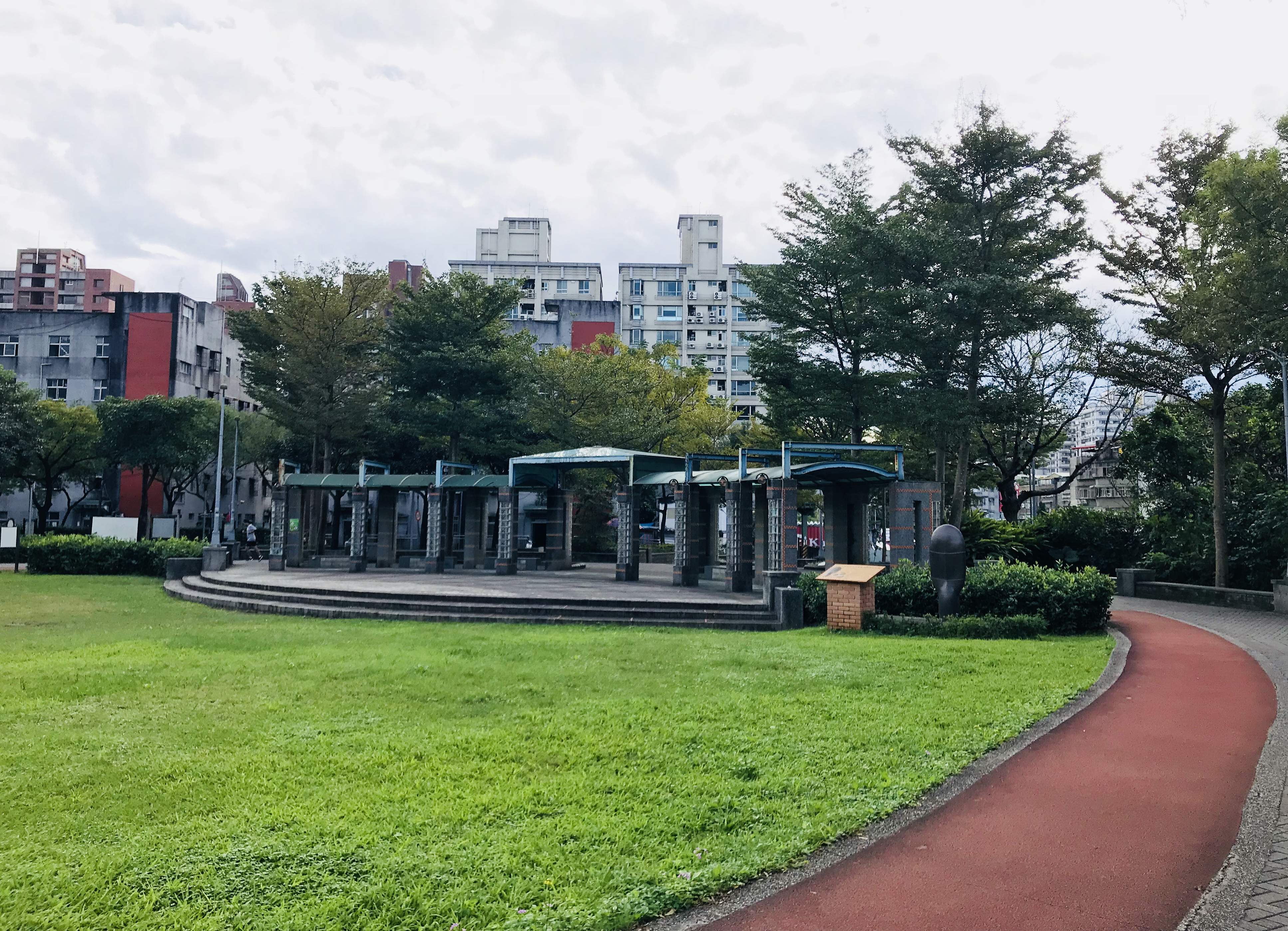
十五份遺址正面遠景
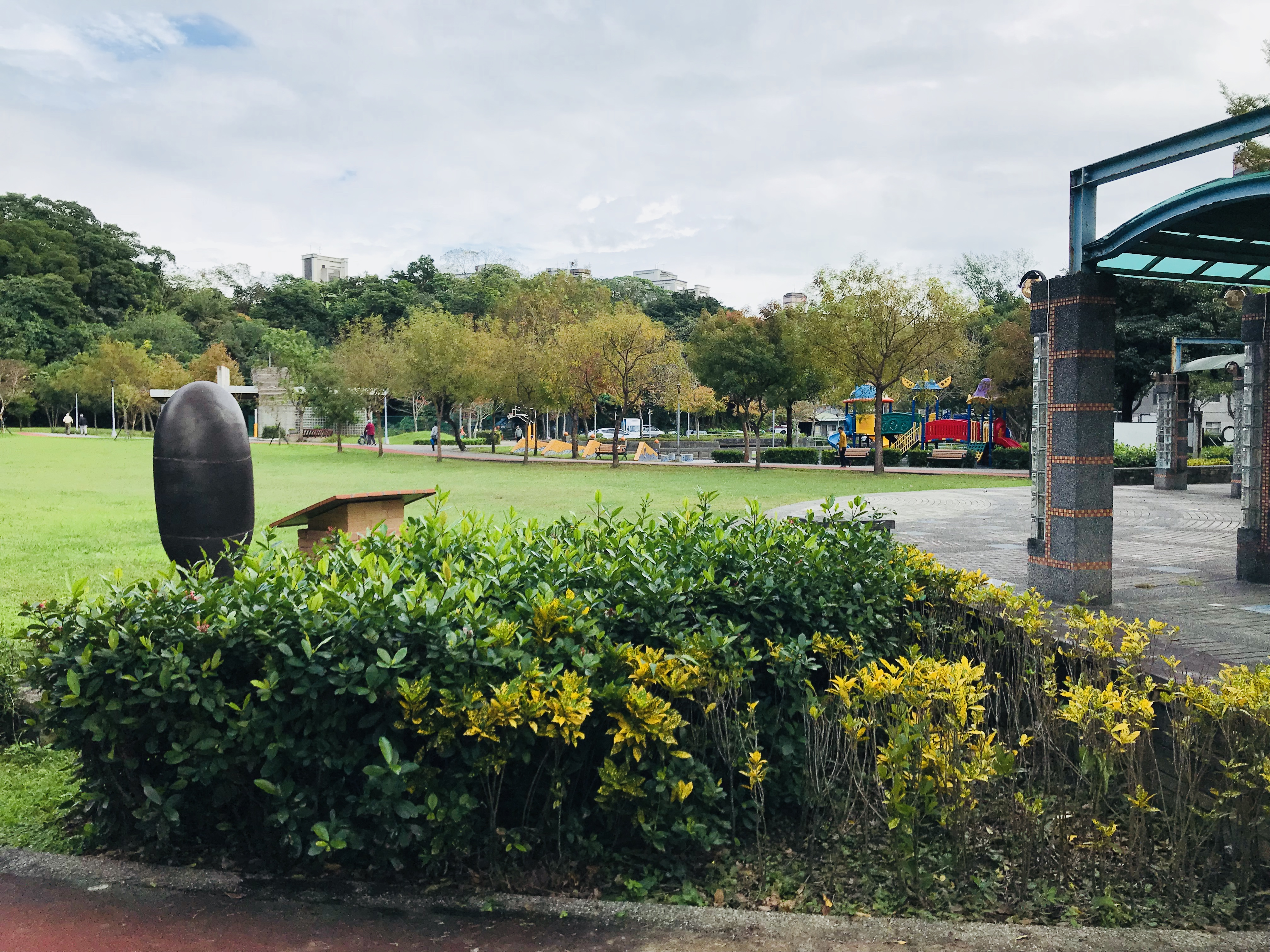
十五份遺址背面遠景